# Grażyna Ancyparowicz
Grażyna Maria Ancyparowicz (ur. 22 stycznia 1948 w Szczecinie) – polska ekonomistka, nauczyciel akademicki, doktor habilitowany nauk ekonomicznych, członkini Rady Polityki Pieniężnej w kadencji 2016–2022.

## Życiorys
Ukończyła w 1975 studia na Wydziale Finansów i Statystyki Szkoły Głównej Planowania i Statystyki. W 1981 uzyskała stopień naukowy doktora, habilitowała się w 1987. W pracy naukowej specjalizuje się w zagadnieniach z zakresu ekonomii politycznej, finansów i statystyki.
Pracowała w administracji rządowej, w tym w Centralnym Urzędzie Planowania, następnie w Głównym Urzędzie Statystycznym, gdzie pełniła m.in. funkcje dyrektora departamentów gospodarki światowej oraz finansów, a także doradcy prezesa GUS. Była również zatrudniona w TUiR Warta. Jako nauczyciel akademicki pracowała w Europejskiej Uczelni Informatyczno-Ekonomicznej w Warszawie, Akademii Pedagogiki Specjalnej im. Marii Grzegorzewskiej w Warszawie (była kierownikiem Zakładu Ekonomii i Organizacji), Wyższej Szkole Menedżerskiej w Warszawie. W 2012 objęła stanowisko profesora nadzwyczajnego w Górnośląskiej Wyższej Szkole Handlowej im. Wojciecha Korfantego w Katowicach.
W 2014 została członkinią rady programowej Prawa i Sprawiedliwości, a w 2015 członkinią Narodowej Rady Rozwoju powołanej przez prezydenta Andrzeja Dudę. Weszła również w skład rady naukowej Spółdzielczego Instytutu Naukowego, spółki jawnej powiązanej z systemem polskich spółdzielczych kas oszczędnościowo-kredytowych (SKOK).
W styczniu 2016 Sejm z rekomendacji Prawa i Sprawiedliwości powołał ją w skład Rady Polityki Pieniężnej na sześcioletnią kadencję, która rozpoczęła się 9 lutego tego samego roku.
Została również felietonistką audycji Myśląc Ojczyzna, emitowanej w Radiu Maryja i Telewizji Trwam.

## Odznaczenia
- Złoty Krzyż Zasługi (2002)[9]
- Srebrny Krzyż Zasługi[7]